# 訃報 1974年9月
訃報 1974年9月（ふほう 1974ねん9がつ）では、1974年（昭和49年）9月中に物故した、又は物故が報じられた人物についてまとめる。

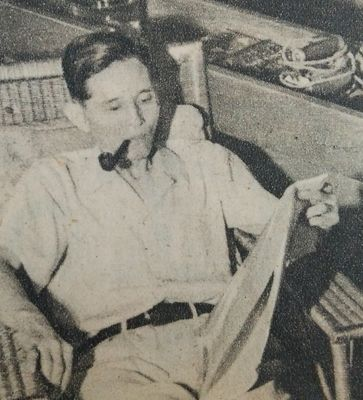
齋藤秀雄 / 9月18日没

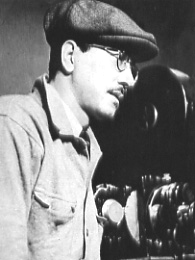
山本嘉次郎 / 9月21日没

## （1日 - 15日）
- 9月4日 - マルセル・アシャール、劇作家（* 1899年）
- 9月4日 - クレイトン・エイブラムス、アメリカ陸軍参謀総長（* 1914年）
- 9月4日 - 建部和歌夫、将棋棋士（* 1909年）
- 9月5日 - 金子堅次郎、実業家（* 1887年）
- 9月8日 - ヴォルフガング・ヴィントガッセン、テノール歌手（* 1914年）
- 9月9日 - 富岡盛彦、神職（* 1892年）
- 9月11日 - 住木諭介、農芸化学者、放射線物理学者（* 1901年）
- 9月13日 - 高野実、労働運動家（* 1901年）
- 9月14日 - 金島桂華、日本画家（* 1892年）
- 9月15日 - 有島生馬、洋画家（* 1882年）

## （16日 - 30日）
- 9月17日 - 半田孝海、天台宗の僧侶（* 1886年）
- 9月18日 - 齋藤秀雄、指揮者・音楽教育家（* 1902年）
- 9月21日 - 山本嘉次郎、映画監督（* 1902年）
- 9月23日 - 花田清輝、文芸評論家（* 1909年）
- 9月26日 - 笹山忠夫、実業家（* 1896年）
- 9月27日 - 宇垣完爾、海軍軍人（* 1889年）
- 9月28日 - 陶山務、哲学研究者・東北学院大学名誉教授（* 1895年）
- 9月30日 - 宮川哲夫、作詞家（* 1922年）
- 9月30日 - 五代目柳家つばめ、落語家（* 1928年）
- 日付不明 - 澁谷宗光、国語教育学者・日本語学者（* 1917年）
- 日付不明 - 伊予本桃市、囲碁棋士（* 1919年）